# 古垣鉄郎
古垣 鉄郎（ふるかき てつろう、1900年（明治33年）9月20日 - 1987年（昭和62年）3月8日）は、日本のジャーナリスト、外交官。筆名は中馬 藤十郎。

## 来歴
1900年（明治33年）に鹿児島県日置郡日置村大字日置（現在の日置市日吉町日置）に生まれる。旧制鹿児島県立第一鹿児島中学校を経て、第一高等学校を卒業したのち、島津奨学資金の援助でフランス共和国のリヨン大学法学部へ留学し同校を卒業した。1923年（大正12年）からジュネーブに駐在し国際連盟事務局情報部に勤務した。同部ではロックフェラー3世が連盟を学ぶために配属されており、古垣は彼と同室で過ごして面倒を見ている。1929年（昭和4年）に国際連盟事務局を退職し、同年に朝日新聞社に入社してロンドンとパリに在住し、論説委員としてロンドン支局長、欧米部長、ヨーロッパ支局長などを務めた。
1946年（昭和21年）5月18日に貴族院議員に勅選、幣原喜重郎内閣により設置された（大東亜）戦争調査会において参与に選任されたが、程なく調査会は廃止された。同年NHKに入り5月に専務理事に就任する。専務期には文部大臣の諮問機関である国語審議会副会長、漢字に関する主査委員会委員を務め国語政策への提言に関与した。高野岩三郎会長の死去に伴い、1949年（昭和24年）5月に古垣はNHK会長となった。
同年、GHQはパブリック・リレーションズを日本で定着させるために、民間情報教育局（CIE）職員を講師とした「弘報（広報）技術講習会」を13回にわたって開催した。この講習会には各省庁ならびに地方自治体、企業、マスコミ、主要団体、広告会社などが参加した。その場で古垣は山川菊栄や小沢辰男らとともに司会を務めた。翌1950年（昭和25年）の放送法の施行に伴い新法人となったNHKで古垣は挨拶し、「NHK職員は、真の民主主義を探求するという勇気を忘れてはならない。」と同局を戒めている。また、民放の参入に反対した。同年7月、GHQ占領軍の指示を受けた古垣は、「共産党員ともしくはその同調者」追放を謳うレッドパージを局内で開始し、従業員組合初代委員長の柳澤恭雄ら119名をNHKから解雇し追放した。また、1954年（昭和29年）には小山栄三、松下幸之助、杉道助、長谷川才次、古野伊之助、吉田秀雄らとともに中央調査社設立の発起人の一人として名を連ねている。1956年（昭和31年）6月に任期満了によりNHK会長を退任するが、後に同名誉顧問に就任した。
1957年（昭和32年）駐仏大使に就任、滞仏中はシャルル・ド・ゴール大統領と一家総出で親睦を深めたといわれ、離任後の1965年（昭和40年）には潮出版社の月刊誌「潮」に『ド・ゴール大統領の考え』と題する記事を寄稿している。駐仏大使在任中の1960年（昭和35年）11月、その年の8月に独立したばかりのコンゴ共和国で開催された独立記念式典に特派大使として参列。大使退官後の1962年（昭和37年）と1966年（昭和41年）にはカンヌ国際映画祭の審査委員長及び委員に招かれた。1961年（昭和36年）から1967年（昭和42年）まで外務省顧問を務めている。また、ロータリアンである古垣は1964年（昭和39年）に東京ロータリークラブ会長に就任した後、原爆ドーム保存の募金活動を推進し、1970年（昭和45年）には日本ユニセフ協会会長に就任した。
東哲郎元東京エレクトロン社長は従甥。

## 著書
- 国際聯盟と世界の平和 国際聯盟協会 1925
- 希勃紛争と国際聯盟 国際聯盟協会 1926 (国際聯盟協会パンフレツト)
- 満洲事変と国際聯盟との関係 外交時報社 1931
- ジユネーヴ特急 朝日新聞社 1933
- ロンドンの憂欝 三省堂 1939
- 荒野の誘惑 東京出版 1947
- ラジオと共に 日本放送協会 1950
- 東京の窓 宝文館 1954
- ばら色のハンカチ 詩集 鱒書房 1954
- 夜間飛行 詩集 鱒書房 1955
- Rosa -- Rosae Editions litteraires de Monaco, c1958.
- パリ遥かなり 日本放送出版協会 1962
- 東京-パリ 鹿島研究所出版会 1963
- Paris-Tokio toute ma terre / R. Julliard, c1964.
- 涸轍魚のうた 鹿島研究所出版会 1965
- 心にくき人びと 朝日新聞社 1966
- 心に刻まれた人びと 朝日新聞社 1968
- 心に生きる人びと 朝日新聞社 1973
- ばがてるの宿 玉川大学出版部 1977.12
- ざりがにの歌 玉川大学出版部 1977.9

### 翻訳
- 軍人のなかの外交官 ロバート・マーフィ著 鹿島研究所出版会 1964

### 註釈
1. ↑  レッドパージにおける119名に及ぶ解雇は、新聞・放送関係としては最多である[19]。
2. ↑  柳澤は、のちに私財を投じて日本電波ニュース社を設立し、他のメディアが報じない北ベトナム側からの視点でベトナム戦争を報道した[19]。